# Secreto eterno
Secreto eterno  es una película dramática mexicana de 1942 dirigida por Carlos Orellana y protagonizada por Orellana, Marina Tamayo y David Silva. Los sets de la película fueron diseñados por Ramón Rodríguez Granada.

## Sinopsis
En el inicio temprano de la Revolución mexicana, un rico terrateniente, Ricardo Navarro, se casa con Lolita, una mujer pobre con una niña. Ricardo ya tiene dos hijos crecidos, Luis y Teresa. Luis, un militar, es muy amable hacia Lolita pero Teresa es muy caprichosa e irrespetuosa hacia ella ya que piensa que Lolita sólo le quiere separar de su padre. Don Justo, un señor amable es amigo de Lolita y Ricardo. Todo parece ir bien hasta que un día Luis está en el borde de la ruina debido a que roba dinero confiado por sus superiores en el juego. Cuándo Lolita oye de esto decide sacrificar su orgullo y pide un favor de un señor, el señor Borja quién anteriormente declaró que la ayudaría en lo que fuera. Luis paga el dinero, pero se siente tan culpable que decide ser voluntario al servicio en la revolución para enmendarse. Entretanto Teresa hace que Ricardo crea que Lolita lo está engañando con Borja, y después Ricardo le exige a Lolita que se vaya. Cuándo más tarde recibe una carta de Luis explicando todo, le pide a Lolita perdón. Finalmente enfrenta a Teresa quién declara que lo dejara para siempre. Entonces se va y se casa con el señor Borja por despecho. Ricardo muere del shock y Lolita está forzada a la pobreza.
Finalmente Lolita es recibida por el señor Borja después de que Teresa tiene un cambio de corazón y pide perdón. Teresa va para ayudar los revolucionarios con Don Justo y Luis. En un conjunto de circunstancias, Borja intenta seducir a Lolita quién rechaza sus avances. Borja es asesinado por un revolucionario y Lolita está enmarcada para el delito. En la conmocion de su arresto su hija es abandonada. Es recogida por un comisario y enviada a una casa de abordaje, donde es adoptada, junto con un amable chico, Pablo, y es nombrada María Éster después de la madre de su madre adoptada.
14 años más tarde, Pablo es un abogado muy exitoso  y ha tomado el caso de Lolita después de que Don Justo se lo pide. A pesar de ser su hermana adoptada, él y Maria Éster están comprometidos para casarse. Cuándo Lolita es liberada, es contratada por Pablo y Maria Éster para coser su vestido de boda. Cuándo María Ester la Lolita un cuadro encima cuando sea una poca chica Lolita tiene una conmoción. Su madre adoptiva pasa por allí y ve la reacción de Lolita, la cual le preocupa. Le pregunta Lolita qué hará si María Ester es su hija . Lolita declara nunca diga su fuera de respeto para su madre adoptiva y no entristecer a María Ester.
Lolita procede para confesar aproximadamente María Ester a Don Justo, quién exige que le diga Maria Éster sobre su parentaje. Lolita está decidida a no hacerlo, pero Don Justo declara que él lo hará . Cuándo conoce a Maria Éster y Pablo, aun así, se respalda. Entonces procede para hacer arreglos para conocer arriba con Luis y Teresa, quiénes han acabado su servicio con su gobierno. La madre adoptiva de Maria Éster entonces hace una petición cruel a Lolita:  pregunta Lolita no para ir a la boda de Maria Éster cuando  es un ex-condenado. Lolita tristemente cumple.
Después de la boda, Maria Éster y Pablo  regreso del , donde  ven Lolita aproximadamente para dejar. Demandas de Éster de la Maria para saber por qué, y Lolita declara que  necesita hacer algún negocio. Maria Éster entonces declara que  quiere Lolita para trabajar para su, y cuándo sus demandas de madre adoptivas para saber por qué, Maria Éster sencillamente dice que no pueda aguantar para ser separado de Lolita. Cuando Luis y espera de Teresa para Don Justo, quién les preguntó para pasar por para escoltar Lolita a su casa, Don Justo aparece. Cuándo Luis pregunta en Maria Éster sabe la verdad, Don Justo dice ella , cuando no vaya a morir con el secreto.

## Reparto
- Marina Tamayo como Lolita
- Carlos Orellana como Don Justo
- David Silva como Luis Navarro
- Matilde Palou como Emilia
- Miguel Ángel Ferriz como Eduardo
- Linda Gorráez como María Éster (adulto)
- Enrique García Álvarez como Don Ricardo
- Alejandro Cobo como Señor Borja
- Azucena Rodríguez como María Éster (niña)
- Miguel Ángel López como Pablo (niño)
- Amanda del Llano como Novia de Luis
- Tony Díaz como Asesino de Borja
- Consuelo Segarra como Tomasa, sirvienta
- Carmen Collado como Directora de hospicio
- Salvador Quiroz como Abogado
- José Sánchez Ramírez
- María Claveria como Casera de don Justo
- Enriqueta Trueba como Asistente de hospicio
- Virginia Manzano como Teresa
- Armando Dávila
- Rafael Banquells como Pablo (adulto)
- Manuel Buendía como Repartidor de cartas
- Roberto Cañedo como Hombre entre multitud
- Joaquín Coss como Invitado un fiesta
- Ignacio Peón como Invitado un fiesta
- Joaquín Roche como Hombre en casino
- Humberto Rodríguez como Policía
- Arturo Soto Rangel como Coronel
- José Torvay como Policía